# 香蕉糕

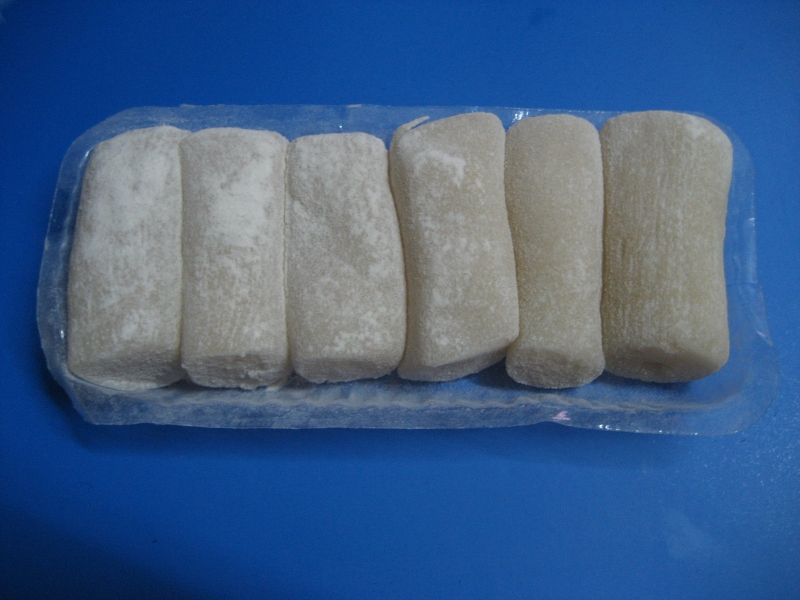
香蕉糕

香蕉糕是一種帶有香蕉味的白色圓條狀軟糕，是香港一種小吃，由糯米粉、粘米粉、香蕉油、砂糖等製成，也可加入豆沙、棗泥等增加口感。里面并没有真正的香蕉，只是形状和味道比较像而已，其香蕉氣味來自香蕉油。香蕉糕是香港的传统小吃，在1970年代以前，物質不豐富的時代，香蕉糕曾經是甚受歡迎的零食，但隨著西式糖果和零食的大量湧入，如今香蕉糕在香港已不常見，成為一種香港懷舊小吃，但近年因保育香港傳統食品受到關注，有食品公司將香蕉糕製作成雪糕糯米糍。此外，香港也有人使用真正的香蕉取代香蕉油製作真正的香蕉糕。